# Næsby Strand (Slagelse Kommune)
Næsby Strand er et sommerhusområde med bystatus ved den sydlige ende af Musholm Bugt, Vestsjælland med 218 indbyggere  (2025). Det ligger i Kirke Stillinge Sogn, Slagelse Kommune.

## Faciliteter
Badestranden ved Næsby Strand er tilgængelig for offentligheden ved parkeringspladsen ud for feriekolonien, Bildsøvej 134. Der er offentlige toiletter ved badestranden.
Næsby Strand har ishus på adressen Stenten 1A. Områdets dagligvarebutik er beliggende på Bildsøvej 157.

## Ravelgen
Ravelgen blev fundet i 2015 kort før jul på Næsby Strand ved Storebæltskysten. Det er en figur udskåret i rødgult rav. Figuren måler 7 x 4,7 cm. Ravelgen er dateret til cirka 12.000 før Kristi fødsel. Figuren indgår som en del af samlingen på Nationalmuseet.